# Dakar (album)
Pour les articles homonymes, voir Dakar (homonymie).
Albums de John Coltrane
Tenor Conclave
(1956) Cattin' with Coltrane and Quinichette
(1957)
Dakar est un album, sorti en 1963, crédité au musicien et compositeur de jazz hard bop américain John Coltrane et considéré comme son premier album en tant que leader.

## Présentation
En 1957, Coltrane participe à une session d'enregistrement qui sort la même année sous le nom de Prestige All Stars sur le label Prestige. Coltrane est, alors, l'un des membres de ce groupe qui n'a pas de leader précis.
Le saxophoniste ayant obtenu, au début des années 1960, une plus grande reconnaissance et cessé de travailler avec le label, Prestige décide, en 1963, de rééditer les titres de l'une des faces du disque Baritones and French Horns (en) sorti en 1957, en les présentant comme un album de Coltrane intitulé Dakar alors qu'il n'est, en fait à l'origine, que l'un des sidemen de ces enregistrements.

## Liste des titres
|       | 'Face A'     |               |      |
| A1.   | Dakar        | Teddy Charles | 7:12 |
| A2.   | Mary's Blues | Pepper Adams  | 6:50 |
| A3.   | Route 4      | Charles       | 6:58 |
|       | 'Face B'     |               |      |
| B1.   | Velvet Scene | Mal Waldron   | 4:56 |
| B2.   | Witches' Pit | Adams         | 6:46 |
| B3.   | Cat Walk     | Charles       | 7:14 |
| 39:55 |              |               |      |

## Membres du groupe
- John Coltrane : saxophone ténor
- Cecil Payne : saxophone baryton
- Pepper Adams : saxophone baryton
- Mal Waldron : piano
- Doug Watkins : contrebasse
- Art Taylor : batterie